# معادن البورات

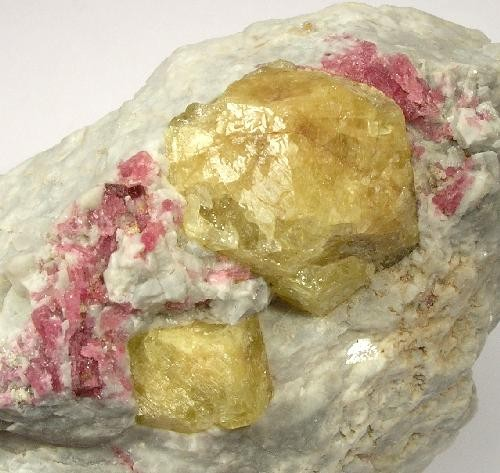
بلورات كبيرة نسبياً من معدن لوندونيت، المترافق مع تورمالين روبوليت. يعد اللوندونيت من خامات السيزيوم النادرة، وهو من معادن البورات.

معادن البورات هي معادن حاوية على مجموعة البورات كمجموعة أنيون رئيسية. يمكن لمجموعة البورات (BO3) أن تكون على شكل سلاسل بوليمرية مثل صنف معادن السيليكات. مما يؤدي إلى تشكل مجموعات أنيونية مثل B2O5 و B3O6 و B2O4، بالإضافة إلى بنى أكثر تعقيداً يمكن أن تحوي على مجموعات وظيفية إضافية مثل زمر الهيدروكسيد أو الهالوجينات المختلفة.
هناك أكثر من حوالي 100 معدن مختلف من معادن البورات. من الأمثلة على هذه المعادن:
- كيرنيت (Na2B4O6(OH)3·3(H2O
- بورق (Na2B4O5(OH)4·8(H2O
- أوليكسيت (NaCaB5O6(OH)6·5(H2O
- كوليمانيت (CaB3O4(OH)3·(H2O
- بوراسيت Mg3B7O13Cl

## الخصائص
إن العديد من معادن البورات مثل البورق والكوليمانيت والأوليكسيت هي أملاح ذات انحلالية سهلة وتوجد على شكل متبخرات. بالمقابل، فإن هناك بعض أملاح البورات مثل البوراسيت تكون ذات قاسية وصلدة ومقاومة للعوامل الجيولوجية مثل التجوية، وذلك بشمل مشابه لمعادن السيليكات.

## اقرأ أيضاً
- بيانيت